# Jardin botanique de Metz
Le jardin botanique de Metz, ancien parc Frescatelly, est un parc paysager de 4,4 hectares acheté par la ville de Metz en 1866 à la baronne de l’Espée, après avoir appartenu à différents notables de la ville. Il se trouve sur le ban communal de Montigny-lès-Metz. 
Le jardin botanique de Metz fait partie du réseau transfrontalier Jardins sans limites. Il prend part à une immense promenade continue comprenant le plan d'eau, la place de la République et l’Esplanade, le parc municipal du Saulcy, les rives de la Moselle avec le canal et le bras morts de la rivière, dont la surface globale atteint 429 hectares.
Le 16 septembre 2019, le jardin botanique de Metz est parrainé par les Jardins botaniques de France et des pays francophones . 

## Histoire
La propriété Frescatelly est une résidence d’été construite en 1719 par Philippe d’Aubertin de Bionville à Montigny-lès-Metz et décrite comme « un vaste terrain clos d'une grille, avec au centre une villa, à l’avant un parc et à l’arrière des jardins […] ». La ville de Metz décide de l’acquisition de cette propriété fin 1865 pour y transférer les collections botaniques situées rue du Tombois ainsi que pour y accueillir l’école de botanique et les sociétés savantes d'Histoire naturelle et d'Horticulture. 
La commission des jardins et promenades publiques réunie par le maire Félix Maréchal retient le projet de l’architecte de la ville Demoget pour transformer le nouveau parc, intégrant le jardin des plantes et un jardin d’agrément à l’anglaise.
Les travaux démarrent en mars 1867 et le nouveau jardin botanique a rapidement la faveur des habitants puisqu’on y compte une moyenne de 142 visiteurs par jour pour le mois de juillet.
Les serres datent de l’exposition universelle de 1861 et sont l’œuvre du ferronnier messin Pantz.
Le parc abrite un ensemble d’arbres rares et remarquables dont certains, vieux de cent cinquante ans et quelques-uns qui pourraient dater de la fin du XVIIIe siècle : Sophora japonica, cyprès chauve, trois ginkgo biloba, hêtres, platane, sequoiadendron, plaqueminier de Virginie, Torreya californica, Torreya nucifera… Certains possèdent des dimensions considérables, dont quatre spécimens dépassent les 4,60 m de circonférence. 
Toute une collection de cultivars est à observer en se promenant dans les sentiers : tulipier de Virginie 'variegata', hêtre pleureur et pourpre, peuplier fastigié, érable plane 'cucullatum'…

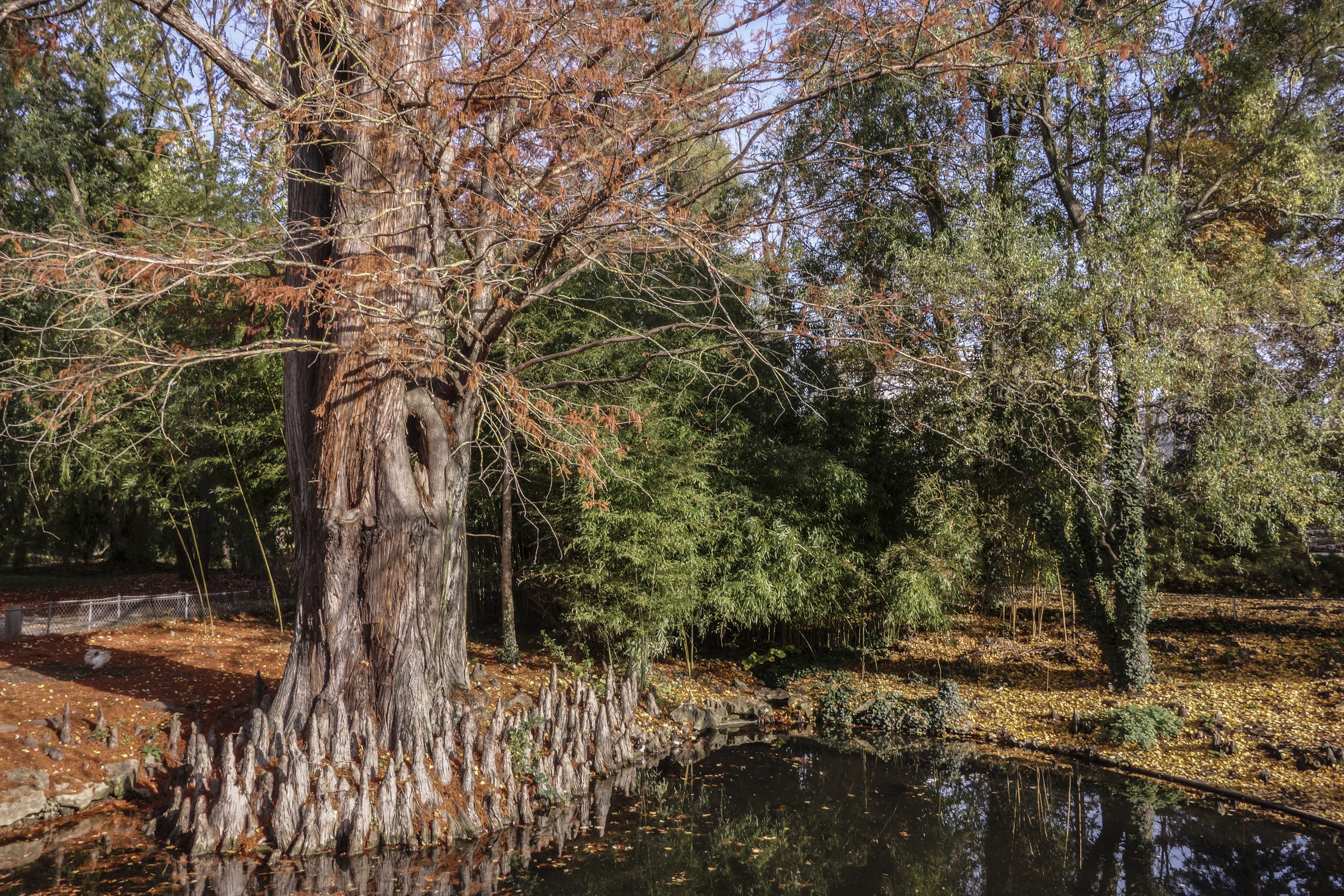
Cyprès chauve de Louisiane (Taxodium distichum)

Deux bassins l’agrémentent, reliés par un ruisseau, où s’ébattent cygnes et autres volatiles. Des bronzes animaliers sculptés par Christophe Fratin, artiste messin du XIXe siècle, ornent le jardin.
Un bronze met en scène un combat d’aigles et de cerf se trouve à l’entrée haute du jardin. Il est semblable à celui de Central Park, à New York, installé dans le parc américain en 1863 et connu pour être la plus ancienne sculpture de tous les parcs new-yorkais.
Le pavillon Frescatelly abrite actuellement la direction du Service des espaces verts et du cadre de vie.

## Organisation paysagère

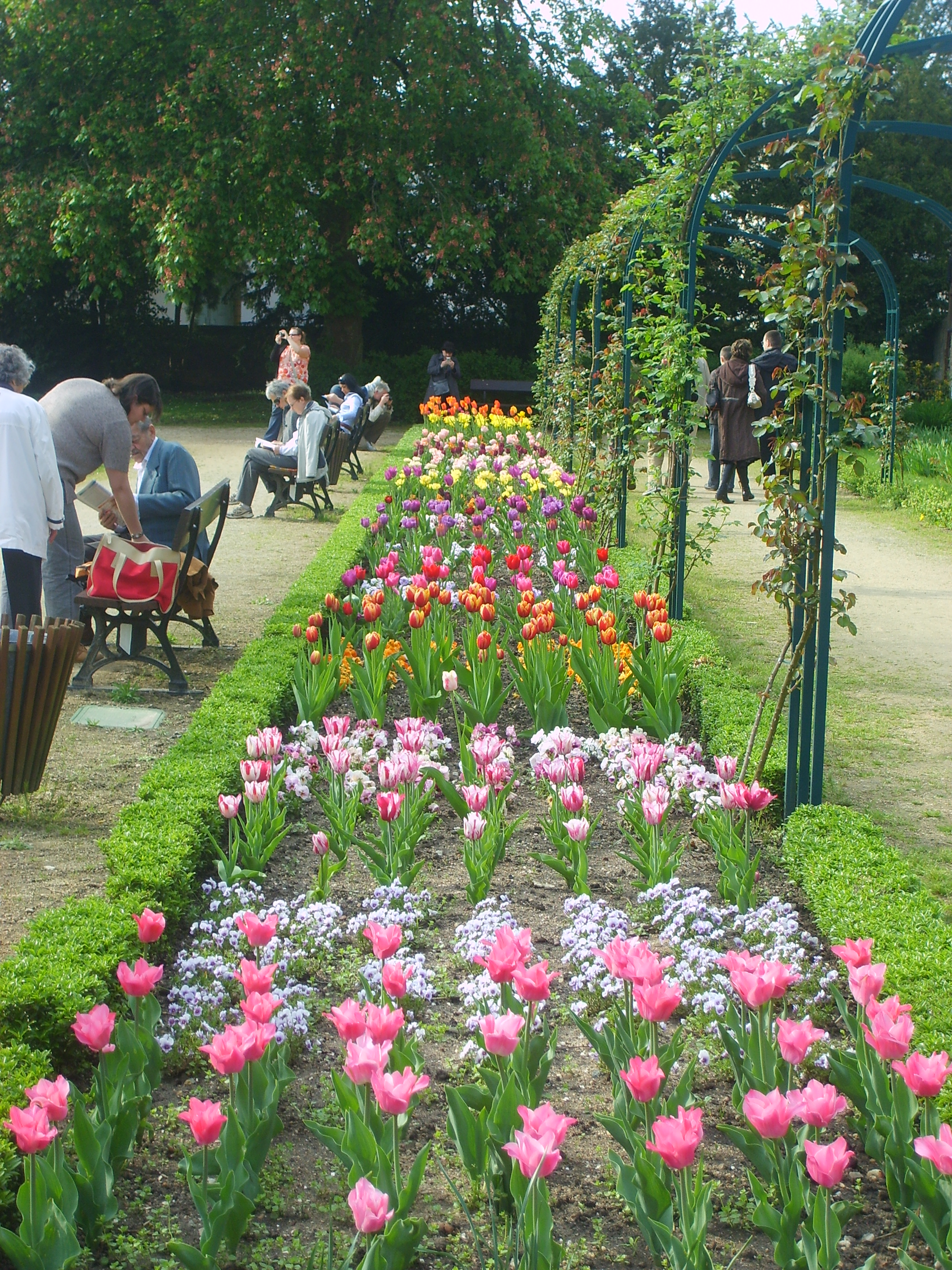
Des tulipes remplacent les roses au printemps

Aujourd'hui, on peut observer trois types de paysages dominants dans ce parc: 
- le paysage à l’anglaise dénotant d'un aménagement proche de la nature, doucement vallonné, mettant en valeur certains arbres remarquables, notamment des cyprès chauves ou des séquoias géants. Au gré des cheminements sont disposées des pièces d’eau. Les fleurs y sont présentes avec une relative parcimonie ;
- le paysage à la française structuré symétriquement à l'équilibre régulier;
- le nouveau jardin.

### Les serres

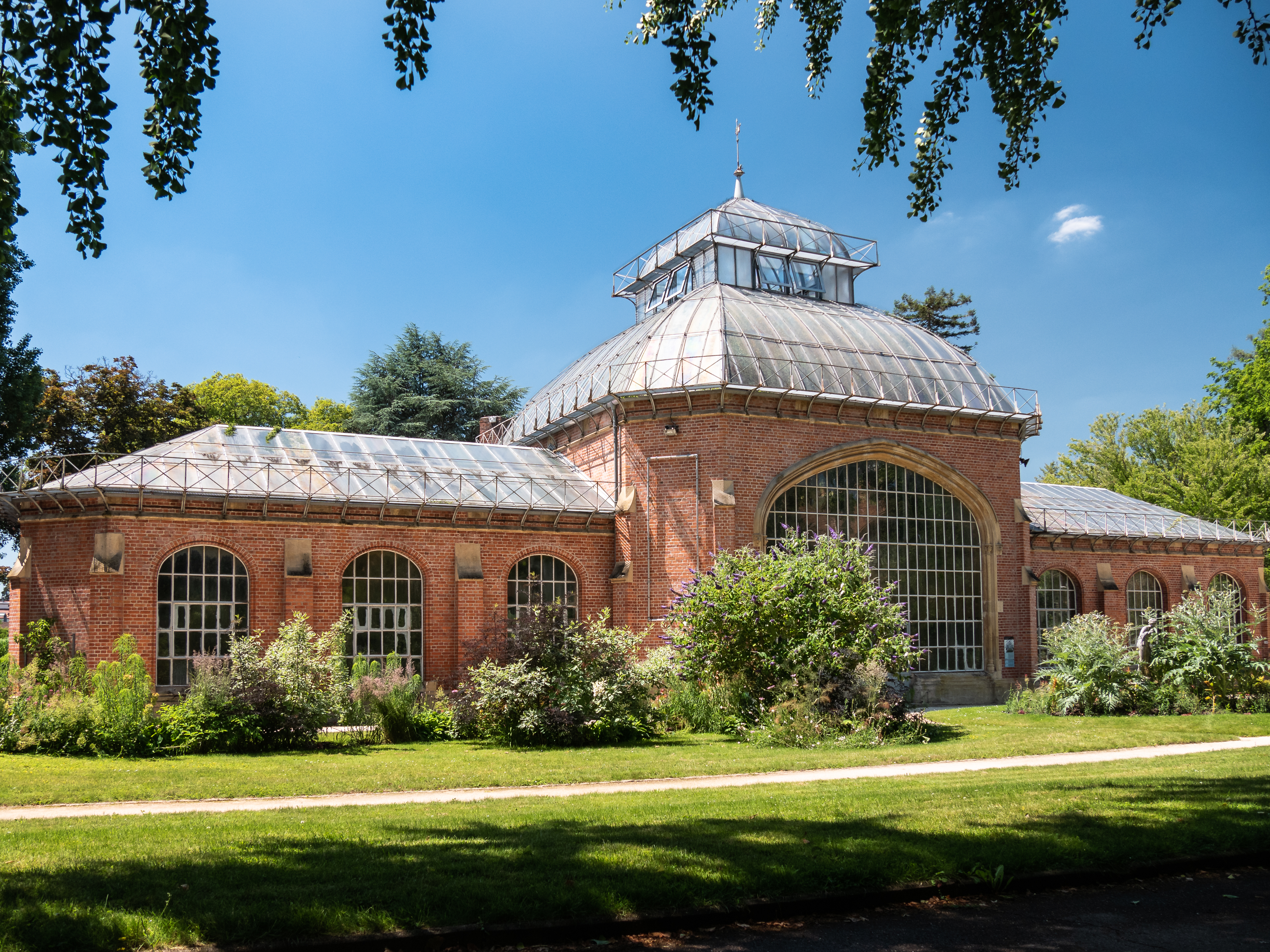
Les serres

Le service des Espaces verts y produit 490 000 fleurs chaque année. Les serres abritent 4 500 plantes appartenant à quatre-vingts familles différentes. Leur superficie de mille mètres carrés abrite une flore spécifique ainsi que des bassins agrémentés de poissons, de tortues et une volière avec des oiseaux exotiques.

### Le nouveau jardin
- le jardin des graminées ou poacées ;
- le jardin des senteurs ;
- la pièce d’eau.

## Organisation végétale
- une roseraie présente quelque quatre-vingts variétés de roses ;
- des carrés d’essais : plantes issues de variétés récentes (annuelles, bisannuelles et bulbeuses) ;
- un mur de plantes grimpantes ;
- des rocailles ;
- dans les serres séparées en différents endroits où poussent plantes tropicales et orchidées, cactus et succulentes.

## Biographie
- Dufour, Lasaulce, Félix Maréchal, « Rapport sur le jardin botanique lu au conseil municipal dans sa séance du 11 janvier 1851 », S. Lamort, Metz, 1851, 26 p.
- Ville de Metz. Jardin botanique. Catalogue des graines récoltées en 1931, s.l.n.d., 4 feuilles.